# Markó Róbert
Markó Róbert (Szombathely, 1984. december 7. –) magyar író, dramaturg, műfordító, színházrendező.

## Élete
Az Eötvös Loránd Tudományegyetemen és a Brenner János Hittudományi Főiskolán folytatott tanulmányok után a Színház- és Filmművészeti Egyetem hallgatója volt (2012-2017), színházrendező szakon szerzett diplomát. 2007-től dolgozik színikritikusként és dramaturgként, 2010-től 2022-ig a győri Vaskakas Bábszínház társulatának tagja, 2017 januárjától 2022-ig a színház művészeti vezetője volt. A kortárs magyar gyerekdarabokat közlő dráMAI mesék könyvsorozat szerkesztője. 2021-ben pályázott a Győri Nemzeti Színház igazgatói posztjára. 2023-tól a veszprémi Kabóca Bábszínház igazgatója.

### Magánélete
Nős, felesége Markó-Valentyik Anna színésznő.

## Színpadi munkái

### Rendezőként
- Nimwégai Márika históriája (Európai Szabadúszó Művészek Egyesülete, 2014)
- La Fontaine mesék (Vaskakas Bábszínház, 2014)[8]
- Gimesi Dóra: Szemenszedett mese (Színház- és Filmművészeti Egyetem, 2015)
- Pintér Béla: A sütemények királynője (Színház- és Filmművészeti Egyetem, 2015)
- Máté Angi: Az emlékfoltozók (Vaskakas Bábszínház, 2016)[9]
- Markó Róbert: Szélkötő Kalamona (Bóbita Bábszínház, 2016)[10]
- Otto Nicolai: A windsori víg nők (Erkel Színház, 2016)[11]
- Szálinger Balázs: A csillagszemű juhász (Budapest Bábszínház, 2016)[12]
- Markó Róbert: Banyamosoda (Láthatáron Csoport, 2016)
- Markó Róbert: Szerencsés János, avagy az ördög három aranyhajszála (Vojtina Bábszínház, 2016)[13]
- Urbán Gyula: Minden egér szereti a sajtot (Ciróka Bábszínház, 2017)
- Tersánszky Józsi Jenő: Misi mókus kalandjai (Griff Bábszínház, 2017)
- Charles és Mary Lamb: Makrancos Kata junior (Madách Színház, 2017)[14]
- Wilhelm Hauff: Hidegszív (Kerekasztal Színház, 2017)
- Tersánszky Józsi Jenő: Misi mókus kalandjai (Vaskakas Bábszínház, 2017)
- Szálinger Balázs: A halhatatlanságra vágyó királyfi (Vaskakas Bábszínház, 2018)[15]
- Markó Róbert: Terike és Irén (Mozsár Műhely, 2018)[16]
- Szálinger Balázs: Lúdas Matyi (Bóbita Bábszínház, 2018)
- L. Frank Baum: Óz (Vaskakas Bábszínház, 2019)[17]
- Markó Róbert: A kismalac meg a farkasok (Vaskakas Bábszínház, 2019)[18]
- Nagy Orsolya: A Csizmadia, a Szélkirály és a Nyúlpásztor esete (Vojtina Bábszínház, 2019)[19]
- Tandori Dezső: Medvék minden mennyiségben (Vaskakas Bábszínház, 2019)[17]
- Fekete István: Vuk (Vaskakas Bábszínház, 2020)[20]
- Elzbieta Chowaniec: Gardénia (Kecskeméti Katona József Nemzeti Színház, 2020)[21]
- Gimesi Dóra: Hamupipőke (Miskolci Nemzeti Színház, 2020)[22]
- Markó Róbert: A harmadik sárkány (Bóbita Bábszínház, 2020)
- Markó Róbert - Tengely Gábor: Vas Laci (Vojtina Bábszínház, 2020)[23]
- Szücs Zoltán: Megálló (Átrium, 2020)[24]
- Markó Róbert: A vaskakas legendája (Vaskakas Bábszínház, 2021)[25]
- Rudyard Kipling - Nagy Orsolya: A dzsungel könyve (Vaskakas Bábszínház, 2021)[26]
- Katona József - Szabó Borbála: Bánk (Kabóca Bábszínház, Veszprémi Petőfi Színház, Csiky Gergely Állami Magyar Színház, 2022)[27]
- Nagy Orsolya (szerk.): Esti mese (Bóbita Bábszínház, 2022)[28]
- Tóth Krisztina: A lány, aki nem beszélt (Aranyszamár Színház, 2022)[29]

### Szerzőként
- Ami fénylik (2016)
- Hisztimese (2016)
- Szélkötő Kalamona (2016)
- Moha és Páfrány (2015)
- A csúnya kacsa (2015)
- Halló, itt a Mikulás! (2015)
- Az új nagyi (2015)
- A kislány, aki mindenkit szeretett (2015)
- A királykisasszony, akinek nem volt birodalma (2015)
- Lúdas Matyi (2014)
- A harmadik hableány (2014)
- Terülj, terülj, asztalkám (2013)
- Vas Laci! (2013)
- A kis Mukk (2013)
- Mikulás a világ körül (2012)
- Holle anyó (2012)
- Borsszem Jankó (2012)
- Borsószem hercegkisasszony (2012)

### Fordítóként
- Mark Ravenhill: Állampolgári ismeretek
- David Greig: Szentivánéj
- David Greig: Európa

## Díjai
- Színikritikusok díja (2017,[30] 2019[31])
- Örkény István drámaírói ösztöndíj (2023)[32]